# A Civil Action
A Civil Action è un film del 1998 diretto da Steven Zaillian, basato su un fatto realmente accaduto e descritto in un libro di Jonathan Harr. Vi viene narrata la vicenda, accaduta nella cittadina di Woburn, Massachusetts, nel 1979, a seguito di un inquinamento da sostanze industriali tossiche. Il film racconta la lotta di alcuni abitanti di quella località e di un piccolo studio legale che li assiste contro i giganti industriali responsabili dell'inquinamento ed i potenti e ricchi studi legali che li assistono.

## Trama
Boston, Massachusetts. L'avvocato Jan Schlichtmann, socio di un piccolo studio legale specializzato in infortunistica, viene invitato ad assumere il patrocinio in una causa contro due industrie, la "Beatrice Foods" e la "WR. Grace & Co." Secondo l'opinione di Anne Anderson, rappresentante di otto famiglie che hanno perso i loro figli a causa della leucemia, che ha fatto anche altre cinque vittime, quelle malattie sono state causate dai loro scarichi che hanno inquinato la falda acquifera che serve la piccola comunità di Woburn. Si vuole quindi chiedere che le aziende siano condannate ad un risarcimento e che debbano chiedere scusa.
L'avvocato è inizialmente scettico sulla possibilità di vittoria in quanto il procedimento sarà certamente lungo, di difficile impianto probatorio e soprattutto costoso ma, ritenendo che ottenere una grande vittoria contro le due industrie potrà aumentare la sua fama e la sua notorietà, accetta il patrocinio della causa.
Nelle prime fasi del processo l'accusa, nonostante una diffusa omertà dovuta al timore per i posti di lavoro, sembra prendere il sopravvento. A quel punto l'avvocato Cheeseman, avvocato della "Grace", e l'esperto Facher, professore di diritto penale all'Università di Harvard, legale della "Beatrice", offrono una transazione che, nonostante sia ritenuta congrua dai colleghi di Schlichtmann, viene da questi rifiutata perché, nonostante le difficoltà che il piccolo studio dovrà affrontare per la prosecuzione del procedimento, egli pretende di andare avanti per ottenere una somma decisamente maggiore.
Le sorti del processo mutano quando il Giudice Skinner, nonostante le vibrate obiezioni di Schlichtmann, chiede alla Giuria di pronunciarsi su tre questioni di carattere esclusivamente tecnico, al fine di decidere se continuare oppure no il procedimento. I giurati sollevano la "Beatrice" da qualunque responsabilità, decidendo invece di proseguire soltanto nei confronti della "WR. Grace & Co.". A quel punto l'avvocato viene convocato a New York dall'amministratore delegato della società, Al Eustis, che offre una nuova transazione, ma stavolta di soli 8 milioni di dollari, che costituisce l'esatta cifra che consente un piccolo risarcimento alle vittime ed il saldo dei debiti dei soci dello studio; Schlichtmann inizialmente rifiuta ma, persuaso dai soci che non riescono più a sostenere le spese per la prosecuzione della causa, decide infine di accettare.
Anne Anderson si dimostra indifferente allo sforzo dei suoi legali e l'avvocato, terminata la causa, viene abbandonato dagli altri soci dello studio legale, che prendono la loro strada. Rimasto solo ed oberato di debiti, egli continua comunque a raccogliere testimonianze sull'accaduto ed infine propone all'EPA (Agenzia federale USA per la Protezione dell'Ambiente) di assumere il patrocinio per l'appello, ove la causa viene vinta, con un risarcimento di 69,4 milioni di dollari. Schlichtmann, rimasto completamente senza denaro, dovrà presentarsi davanti ad un Giudice per rispondere del mancato pagamento dei suoi debiti.

## Riconoscimenti
- 1999 - Premio Oscar
  - Candidatura al miglior attore non protagonista a Robert Duvall
  - Candidatura alla miglior fotografia a Conrad L. Hall